# Notícia enganyosa

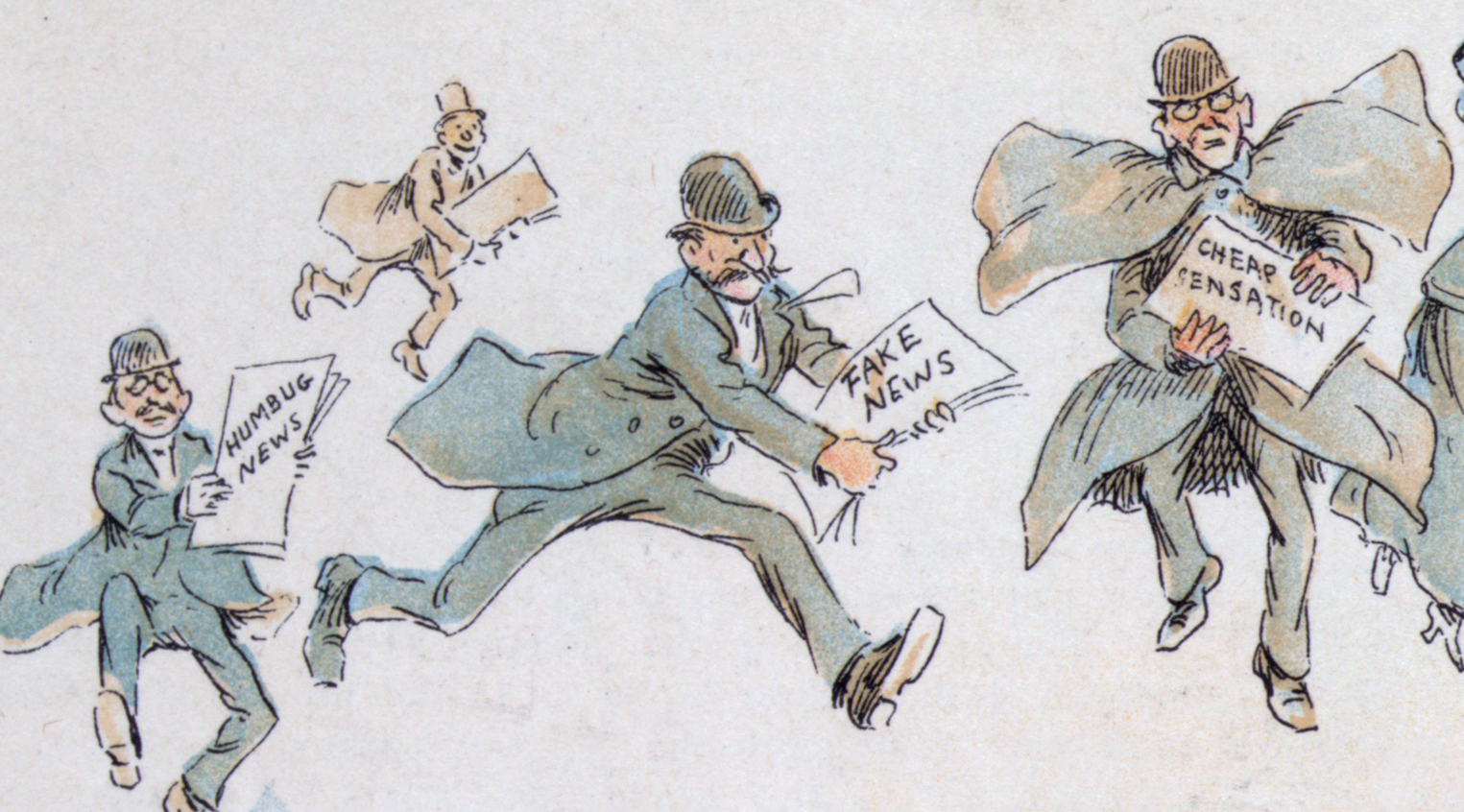
Reporters amb diferents fulletons de notícies enganyoses en una il·lustració del 1894 feta per Frederick Burr Opper

La notícia enganyosa, badomeria o notícia falsa (de l'anglès, fake news) és una mena de periodisme groc o propaganda que consisteix de manera deliberada a ocultar informació o falsedats difoses a través de mitjans de comunicació tradicionals d'impressió i difusió o mitjans socials en línia. Les notícies enganyoses estan escrites i publicades amb la intenció d'enganyar a fi de danyar una agència, entitat o persona, i/o guanyar econòmicament o políticament, sovint utilitzant un titular sensacionalista, deshonest o definitivament fabricat per augmentar el nombre de lectors, compartir en línia i fer clic a Internet. En aquest últim cas, és similar als titulars de pescaclics en línia sensacionalistes i es basa en ingressos publicitaris generats a partir d'aquesta activitat, independentment de la veracitat de les històries publicades. Les badomeries intencionadament enganyoses són diferents de l'òbvia sàtira o paròdia, que té com a objectiu divertir-se, en comptes d'enganyar a la seva audiència.
La rellevància de les notícies falses ha augmentat en els últims anys. Per als mitjans de comunicació, la capacitat d'atraure espectadors als seus llocs web és necessària pels ingressos generals de publicitat en línia. Si publicar una història amb contingut fals atrau els usuaris, pot ser digne de produir per beneficiar els anunciants i les puntuacions. L'accés fàcil als ingressos publicitat en línia, l'augment de la polarització política i la popularitat dels mitjans de comunicació social, principalment Facebook News Feed, han estat implicats en la propagació de notícies falses, que són ja una competència directa a les notícies legítimes. Actors del govern hostils també han estat implicats en la generació i propagació de notícies falses, especialment durant les eleccions.
Les notícies falses també perjudiquen la cobertura mediàtica de forma greu i dificulten que els periodistes cobrin notícies significatives. S'hi aplica la llei de Brandolini: costa molt més energia i temps refutar un falòrnia que elucubrar-la, sense límits de metodologia o d'epistemologia. Una anàlisi de Buzzfeed va trobar que les 20 notícies falses sobre les eleccions presidencials dels Estats Units de 2016 van rebre més visualitzacions a Facebook que les 20 primeres notícies sobre les eleccions dels 19 majors mitjans de comunicació. El lloc web de notícies falses falsificat que encara manca d'editorials coneguts també ha estat criticat, ja que dificulta la persecució de fonts de notícies falses per difamació. A més a més, l'estudi de la psicologia humana suggereix que llegir notícies falses mentre hom està de mal humor interfereix a l'hora de ser més propens a creure's les badomeries o notícies falses i esbiaixades.

## Definició
Mentre que «notícies falses» o «notícies enganyoses» és un neologisme sovint usat per referir-se a notícies fabricades, «badomeries» és un terme genuí en català, normatiu segons l'Institut d'Estudis Catalans i l'Acadèmia Valenciana de la Llengua i en ús creixent per part diversos comunicadors i lingüistes.
Aquest tipus de notícies, que es troben en notícies tradicionals, mitjans de comunicació social o llocs web de notícies falses, no tenen cap base en realitat, però es presenten com a factualment exactes. Michael Radutzky, a producer of CBS 60 Minutes, va dir que el seu espectacle considera que les notícies falses són "històries que són falsament falses, tenen una gran tracció popular en la cultura i són consumides per milions de persones". No incloïa notícies falses "invocades pels polítics contra els mitjans de comunicació per a històries que no els agrada ni per comentaris que no els agrada". Guy Campanile, també un productor de "60 minuts", va dir: "El que estem parlant són històries que es fabriquen a partir d'insinuacions. Per la majoria de les mesures, deliberadament i per qualsevol definició, això és una mentida." La intenció i el propòsit darrere de les notícies falses és important. En alguns casos, el que sembla una notícia falsa pot ser, en realitat, notícies de sàtira, que utilitza l'exageració i introdueix elements no provats, i té com a objectiu divertir o fer un punt, en comptes d'enganyar. Propaganda també pot ser notícies falses.

### Categories
Claire Wardle va definir la desinformació com la «creació i difusió deliberada d'informació que se sap que és falsa», a diferència de la informació errònia, que és la «difusió involuntària d'informació falsa». Va establir set categories ordenades segons el seu grau d'intenció d'engany deliberat.
1. Sàtira o paròdia: l'objectiu no és l'engany, sinó la sàtira, però la informació té el potencial d'induir a l'error, donat que el seu format és similar al de les autèntiques.
2. Connexió falsa: els titulars no resumeixen amb exactitud el contingut de la nota periodística.
3. Contingut enganyós: ús enganyós d'informació per emmarcar un tema o una persona.
4. Context fals: el contingut genuí s'emmarca en un context fals.
5. Contingut impostor: les fonts genuïnes són suplantades.
6. Contingut manipulat: la informació o imatges genuïnes són manipulades.
7. Contingut inventat: contingut totalment fals, creat amb l'objectiu de danyar o enganyar.

## Identificació
Segons una guia d'una biblioteca acadèmica, una sèrie d'aspectes específics de les notícies falses poden ajudar a identificar-les i així evitar ser influenciades indegudament. Aquests inclouen: clickbait, propaganda, sàtira/paròdia, periodisme descuidat, encapçalaments enganyosos, manipulació, rumors, desinformació, biaix mediàtic, biaix del públic i granges de contingut.
La Federació Internacional d'Associacions i Institucions de Biblioteques (IFLA) va publicar un resum en forma de diagrama (a la foto de la dreta) per ajudar la gent a reconèixer les notícies falses. Els seus punts principals són:
1. Considereu la font (per entendre la seva missió i propòsit)
2. Llegeix més enllà del titular (per entendre tota la història)
3. Comproveu els autors (per veure si són reals i creïbles)
4. Avaluar les fonts de suport (per assegurar-se que donen suport a les afirmacions)
5. Comproveu la data de publicació (per veure si la història és rellevant i actualitzada)
6. Pregunteu si és una broma (per determinar si és una sàtira)
7. Reviseu els vostres propis biaixos (per veure si afecten el vostre judici)
8. Pregunteu a experts (per obtenir confirmació de persones independents amb coneixements).

L'International Fact-Checking Network (IFCN), llançada per l'Institut Poynter el 2015, dóna suport als esforços de col·laboració internacional en la verificació de fets, ofereix formació i ha publicat un codi de principis. El 2017 va introduir un procés de sol·licitud i verificació per a organitzacions periodístiques. Un dels signants verificats de l'IFCN, la revista de mitjans independent i sense ànim de lucre The Conversation, va crear una breu animació explicant el seu procés de verificació de fets, que implica "controls i contrapesos addicionals, inclosa la revisió cega per parells per part d'un segon expert acadèmic, un escrutini addicional i un editorial. supervisió".
A partir del curs escolar 2017, els nens de Taiwan estudien un nou currículum dissenyat per ensenyar la lectura crítica de la propaganda i l'avaluació de les fonts. El curs, anomenat "alfabetització mediàtica", ofereix formació en periodisme en la nova societat de la informació.

### Identificació Online
Les notícies falses han esdevingut cada cop més freqüents en els últims anys, amb més de 100 articles i rumors enganyosos escampats només sobre les eleccions presidencials dels Estats Units de 2016. Aquests articles de notícies falses acostumen a provenir de llocs web de notícies satíriques o de llocs web individuals amb un incentiu per propagar informació falsa, ja sigui com a esquer de clic o amb un propòsit. Com que normalment esperen promocionar intencionadament informació incorrecta, aquests articles són bastant difícils de detectar.
Quan s'identifica una font d'informació, cal tenir en compte molts atributs, inclosos, entre d'altres, el contingut del correu electrònic i els compromisos amb les xarxes socials. Concretament, el llenguatge sol ser més inflamatori en les notícies falses que en els articles reals, en part perquè l'objectiu és confondre i generar clics.
A més, les tècniques de modelatge com les codificacions de n-grams i la bossa de paraules han servit com altres tècniques lingüístiques per determinar la legitimitat d'una font de notícies. A més, els investigadors han determinat que les indicacions visuals també juguen un factor a l'hora de categoritzar un article, concretament algunes funcions es poden dissenyar per avaluar si una imatge era legítima i proporcionen més claredat a les notícies. També hi ha moltes característiques del context social que poden tenir un paper, així com el model de difusió de la notícia. Llocs web com Snopes intenten detectar aquesta informació manualment, mentre que determinades universitats intenten construir models matemàtics per fer-ho ells mateixos.

## Estratègies d'afrontament i supressió
S'està duent a terme una investigació considerable sobre estratègies per enfrontar i suprimir les notícies falses de tot tipus, en particular la desinformació, que és la difusió deliberada de narratives falses amb finalitats polítiques o per desestabilitzar la cohesió social en comunitats objectiu. S'han d'adaptar múltiples estratègies als tipus individuals de notícies falses, depenent, per exemple, de si les notícies falses es produeixen de manera deliberada, o més aviat de manera involuntària o inconscient.
Hi ha recursos considerables disponibles per combatre les notícies falses. Els resums periòdics d'esdeveniments i investigacions actuals estan disponibles als llocs web i als butlletins de correu electrònic de diverses organitzacions de suport. Destaquen especialment el First Draft Archive, el Information Futures Lab, l'Escola de Salut Pública, la Brown University i la Nieman Foundation for Journalism (Harvard University).
El periodista Bernard Keane, al seu llibre sobre la desinformació a Austràlia, classifica les estratègies per tractar les notícies falses en tres categories: (1) el mentider (l'autor de les notícies falses), (2) el conducte (el mètode de transport de les notícies falses). ), i (3) el mentit (el destinatari de la notícia falsa).

### Estratègies respecte a l'agressor

#### Promoció dels fets sobre les emocions
El filòsof de la ciència nord-americà Lee McIntyre, que ha investigat l'actitud científica i la postveritat, ha explicat la importància de la base factual de la societat, amb preferència a aquella en què les emocions substitueixen els fets. Un exemple modern és la relació simbiòtica que es va desenvolupar entre el president Donald Trump i Fox News, en què les creences conspiratòries dels amfitrions de Fox van ser repetides poc després per Trump (i viceversa) en un bucle de retroalimentació contínua. Això va servir per promoure la indignació i, per tant, per condicionar i radicalitzar els oients conservadors republicans de Fox com a partidaris de Trump de culte, i per demonitzar i apagar els opositors demòcrates, els mitjans de comunicació i les elits en general.
Una estratègia clau per contrarestar les notícies falses basades en emocions més que en fets és inundar l'espai informatiu, especialment les xarxes socials i els resultats de la cerca del navegador web amb notícies reals, ofegant així la desinformació. Un factor clau a l'hora d'establir fets és el paper del pensament crític, els principis del qual s'haurien d'integrar de manera més integral en tots els ensenyaments escolars i universitaris. El pensament crític és un estil de pensament en el qual els ciutadans, abans de la resolució de problemes i la presa de decisions posteriors, han après a parar atenció al contingut de les paraules escrites, i a jutjar la seva exactitud i equitat, entre altres atributs dignes.

#### Rebat de la tècnica
Com que la refutació del contingut (presentar fets veritables per refutar informació falsa) no sempre funciona, Lee McIntyre suggereix el millor mètode de refutació tècnica, en què s'exposa el raonament defectuós dels negadors, com ara la selecció de dades i confiar massa en experts falsos. . Els negadors tenen molta informació, però un dèficit de confiança en les fonts principals. McIntyre construeix primer la confiança mitjançant un intercanvi respectuós, escoltant atentament la seva explicació sense interrompre. Llavors fa preguntes com "Quina evidència et faria canviar d'opinió?" i "Per què confies en aquesta font?" McIntyre ha utilitzat la seva tècnica per parlar amb persones de la terra plana, tot i que admet que pot ser que no funcioni amb negadors durs.

#### Contraacció individual
Els individus haurien d'enfrontar-se a la desinformació quan es detectin als blocs en línia, encara que sigui breument, en cas contrari s'agreugen i proliferen. La persona a la qual es respon probablement és resistent al canvi, però molts altres blocaires poden llegir i aprendre d'una resposta basada en l'evidència. Un exemple brutal el va conèixer John Kerry durant la campanya de les eleccions presidencials dels Estats Units de 2004 contra George W. Bush. L'extrema dreta Swift Boat Veterans for Truth va afirmar falsament que Kerry va mostrar covardia durant la guerra del Vietnam. Kerry es va negar a dignificar les afirmacions amb una resposta durant dues setmanes, tot i ser colpejat als mitjans, i aquesta acció va contribuir a la seva pèrdua marginal davant Bush. Mai hem de suposar que cap afirmació és massa escandalosa per creure-la.
Tanmateix, s'aplica precaució pel que fa a la desmentida excessiva de notícies falses. Sovint no és prudent cridar l'atenció sobre les notícies falses publicades en un lloc web o bloc de baix impacte (un que té pocs seguidors). Si aquestes notícies falses són desmentides per un periodista en un lloc d'alt perfil com el New York Times, el coneixement de la falsa afirmació s'estén àmpliament i més gent en general s'ho acabarà creient, ignorant o negant la desmentida.

#### Efecte contraproduent
Un article àmpliament informat de Brendan Nyhan i Jason Riefler l'any 2010 va trobar que quan a les persones amb una creença ferma se'ls presenta informació correctiva, les seves creences polítiques errònies es van reforçar en lloc de reduir-se en dos dels seus cinc estudis. Els investigadors van anomenar això un efecte contraproduent. No obstant això, aquesta troballa es va informar àmpliament erròniament, ja que aquesta informació correctiva era l'única causa de la desinformació reforçada. Estudis posteriors, inclosos els de Nyhan i els seus col·legues, no van donar suport a un efecte contraproduent. En canvi, Nyhan accepta ara que les creences reforçades estan controlades en gran part per indicis d'elits i mitjans d'alt perfil que difonen desinformació.

### Estratègies respecte als transportistes

#### Regulació de les xarxes socials
Les empreses d'Internet amb una credibilitat amenaçada han desenvolupat noves respostes per limitar les notícies falses i reduir els incentius financers per a la seva proliferació.
Una crítica vàlida a les empreses de xarxes socials és que els usuaris reben contingut que els agradarà, en funció de les preferències de visualització anteriors. Un efecte secundari no desitjable és que el biaix de confirmació es millora en els usuaris, cosa que al seu torn millora l'acceptació de notícies falses. Per reduir aquest biaix, l'autoregulació efectiva i la regulació legalment obligada de les xarxes socials (especialment Facebook i Twitter) i els motors de cerca web (sobretot Google) han de ser més eficaços i innovadors.
Els desincentius financers per abordar les notícies falses també s'apliquen a alguns mitjans de comunicació convencionals. Brian Stelter, presentador de Reliable Sources a CNN, ha fet una crítica substancial a la relació simbiòtica però perjudicial que es va desenvolupar entre el president Donald Trump i Fox News, que ha demostrat ser una generadora de diners extraordinàriament exitosa per a la cadena de televisió propietat de Murdoch, malgrat sent un súper difusor de notícies falses.

#### Estratègia general
L'enfocament general d'aquestes empreses tecnològiques és la detecció de notícies problemàtiques mitjançant la verificació de fets humans i la intel·ligència artificial automatitzada (aprenentatge automàtic, processament del llenguatge natural i anàlisi de xarxes). Les empreses tecnològiques han utilitzat dues estratègies bàsiques de contra: rebaixar les notícies falses i els missatges d'advertència.
En el primer enfocament, l'algoritme de cerca redueix el contingut problemàtic, per exemple, a la segona o a les pàgines posteriors d'una cerca de Google, de manera que és menys probable que els usuaris el vegin (la majoria dels usuaris només escanegen la primera pàgina dels resultats de la cerca). ). Tanmateix, sorgeixen dos problemes. Un és que la veritat no és en blanc i negre, i els verificadors de fets sovint no estan d'acord sobre com classificar el contingut inclòs en els conjunts d'entrenament informàtic, corrent el risc de falsos positius i de censura injustificada. A més, les notícies falses sovint evolucionen ràpidament i, per tant, els identificadors de desinformació poden ser ineficaços en el futur.
El segon enfocament consisteix a adjuntar advertències al contingut que els verificadors de dades professionals han trobat fals. Moltes proves indiquen que les correccions i les advertències produeixen una reducció de les percepcions errònies i de l'intercanvi. Malgrat algunes proves primerenques que la verificació de fets podria ser contraproduent, investigacions recents han demostrat que aquests efectes contraproduents són extremadament poc freqüents. Però un problema important és que la verificació professional de fets no és escalable: pot requerir temps i esforç considerables per investigar cada reclamació en particular. Per tant, moltes (si no la majoria) de les afirmacions falses mai no es comprova. A més, el procés és lent i un avís pot perdre el període de màxima propagació viral. A més, les advertències normalment només s'adjunten a notícies descaradament falses, més que a una cobertura esbiaixada dels esdeveniments que realment van passar.
Un tercer enfocament és posar més èmfasi en fonts fiables com la Viquipèdia, així com en els mitjans de comunicació convencionals (per exemple, The New York Times i The Wall Street Journal) i publicacions de comunicació científica (per exemple, Scientific American i The Conversation). Tanmateix, aquest enfocament ha donat resultats contradictoris, ja que fins i tot en aquestes fonts es troben comentaris hiperpartidistes i biaix de confirmació (els mitjans tenen pàgines de notícies i d'opinió). A més, alguns sectors de la comunitat rebutgen completament els comentaris científics.
Un quart enfocament és prohibir o apuntar específicament als anomenats súper difusors de notícies falses de les xarxes socials.

#### Verificació de fets
Durant les eleccions presidencials dels Estats Units de 2016, la creació i la cobertura de notícies falses van augmentar substancialment. Això va donar lloc a una resposta generalitzada per combatre la difusió de notícies falses. El volum i la reticència dels llocs web de notícies falses a respondre a les organitzacions de verificació de fets ha suposat un problema per inhibir la difusió de notícies falses només mitjançant la verificació de fets. En un esforç per reduir els efectes de les notícies falses, els llocs web de verificació de fets, inclosos Snopes.com i FactCheck.org, han publicat guies per detectar i evitar llocs web de notícies falses. Les xarxes socials i els motors de cerca, com Facebook i Google, van rebre crítiques per facilitar la difusió de notícies falses. Ambdues corporacions han pres mesures per evitar explícitament la difusió de notícies falses; els crítics, però, creuen que calen més mesures.

#### Facebook
Després de les eleccions nord-americanes de 2016 i el període previ a les eleccions alemanyes, Facebook va començar a etiquetar i advertir les notícies inexactes i es va associar amb verificadors de fets independents per etiquetar notícies inexactes, advertint els lectors abans de compartir-les. Un cop marcada una història com a impugnada, serà revisada pels verificadors de fets de tercers. Aleshores, si s'ha demostrat que és una notícia falsa, la publicació no es pot convertir en un anunci ni promocionar-se. La intel·ligència artificial és una de les tecnologies més recents que s'estan desenvolupant als Estats Units i Europa per reconèixer i eliminar les notícies falses mitjançant algorismes. El 2017, Facebook va apuntar a 30.000 comptes relacionats amb la difusió de desinformació sobre les eleccions presidencials franceses.
El 2020, durant la pandèmia de la COVID-19, Facebook va descobrir que les granges de trolls de Macedònia del Nord i les Filipines van impulsar la desinformació sobre el coronavirus. Els editors que utilitzaven continguts d'aquestes granges van ser prohibits de la plataforma.

#### Google
El març de 2018, Google va llançar Google News Initiative (GNI) per lluitar contra la propagació de notícies falses. Va llançar GNI amb la creença que el periodisme de qualitat i la identificació de la veritat en línia són crucials. GNI té tres objectius: "elevar i enfortir el periodisme de qualitat, fer evolucionar models de negoci per impulsar un creixement sostenible i potenciar les organitzacions de notícies mitjançant la innovació tecnològica". Per assolir el primer objectiu, Google va crear el Disinfo Lab, que lluita contra la difusió de notícies falses en moments crucials com ara les eleccions o les notícies d'última hora. La companyia també està treballant per ajustar els seus sistemes per mostrar contingut més fiable en moments de notícies d'última hora. Per facilitar als usuaris la subscripció als editors de mitjans, Google va crear Subscribe with Google. A més, han creat un tauler, News Consumer Insights, que permet a les organitzacions de notícies entendre millor el seu públic mitjançant dades i anàlisis. Google gastarà 300 milions de dòlars fins al 2021 en aquests esforços, entre d'altres, per combatre les notícies falses.
El novembre de 2020, YouTube (propietat de Google) va suspendre el canal de notícies One America News Network (OANN) durant una setmana per difondre desinformació sobre el coronavirus. El punt de venda ha infringit la política de YouTube diverses vegades. S'ha esborrat del canal un vídeo que promocionava falsament una cura garantida per al virus.

#### Sancions legals i penals en general
L'ús de llocs web de notícies falses allotjats de manera anònima ha dificultat la persecució de fonts de notícies falses per difamació.
Nombrosos països han creat lleis per intentar regular o perseguir la desinformació perjudicial de manera més general que només centrant-se en les empreses tecnològiques. En nombrosos països, s'han detingut persones per presumptament difondre notícies falses sobre la pandèmia de la COVID-19.
Els legisladors algerians van aprovar una llei que criminalitza "les notícies falses" considerades perjudicials per a "l'ordre públic i la seguretat de l'estat". El Ministeri de l'Interior turc ha estat arrestant usuaris de xarxes socials les publicacions dels quals "apuntaven als funcionaris i propagaven pànic i por, suggerint que el virus s'havia estès àmpliament a Turquia i que els funcionaris havien pres mesures insuficients". L'exèrcit iranià va dir que 3.600 persones han estat arrestades per "difondre rumors" sobre COVID-19 al país. A Cambodja, algunes persones que van expressar preocupacions per la propagació de la COVID-19 han estat arrestades per càrrecs de notícies falses. Els Emirats Àrabs Units han introduït sancions penals per la difusió de desinformació i rumors relacionats amb el brot.

### Estratègies respecte al destinatari

#### Biaixos cognitius del receptor
La gran proliferació d'informació en línia, com ara blocs i tuits, ha inundat el mercat en línia. A causa de la sobrecàrrega d'informació resultant, els humans no poden processar totes aquestes unitats d'informació (anomenades memes), de manera que el biaix de confirmació i altres biaixos cognitius decideixen a quins prestar atenció, millorant així la difusió de notícies falses. A més, aquestes vulnerabilitats cognitives són fàcilment explotades tant per algorismes informàtics que presenten informació que li pot agradar (basat en l'ús anterior de les xarxes socials) com per manipuladors individuals que creen robots de xarxes socials per difondre deliberadament la desinformació.
Un estudi recent de Randy Stein i els seus col·legues mostra que els conservadors valoren les històries personals (evidència no científica, intuïtiva o vivencial) més que els liberals (progressistes) i, per tant, potser poden ser menys influenciats per l'evidència científica. Aquest estudi, però, només va provar les respostes a missatges apolítics.

#### Empenta com a suggeriments de reflexió
La gent tendeix a reaccionar precipitadament i compartir notícies falses sense pensar detingudament en el que ha llegit o sentit, i sense comprovar ni verificar la informació. S'ha demostrat que "incitar" la gent a considerar l'exactitud de la informació entrant per incitar la gent a pensar-hi, millorar la precisió del seu judici i reduir la probabilitat que la informació incorrecta es comparteixi sense reflexió. Un exemple d'impuls basat en la tecnologia és el missatge "llegir abans de retuitejar" de Twitter, que demana als lectors que llegeixin un article i considerin el seu contingut abans de retuitejar-lo.

#### Habilitats de pensament crític dels mitjans
Les habilitats crítiques d'alfabetització mediàtica, tant per a mitjans impresos com digitals, són essencials perquè els destinataris s'autoavaluin la precisió del contingut dels mitjans. L'estudiós dels mitjans Nolan Higdon argumenta que una educació crítica en alfabetització mediàtica centrada en ensenyar el pensament crític sobre com detectar notícies falses és la manera més eficaç per mitigar la influència perniciosa de la propaganda. Higdon ofereix una guia de deu passos per detectar notícies falses.

#### Salut immune mental, inoculació i prebunking
El filòsof nord-americà Andy Norman, al seu llibre Mental Immunity, defensa una nova ciència de la immunologia cognitiva com a guia pràctica per resistir les males idees (com les teories de la conspiració), així com per transcendir el petit tribalisme. Argumenta que l'argument raonat, el mètode científic, la comprovació de fets i les habilitats de pensament crític només són insuficients per contrarestar l'ampli abast de la informació falsa. Es passa per alt el poder del biaix de confirmació, el raonament motivat i altres biaixos cognitius que poden distorsionar seriosament les moltes facetes de la "immunitat" mental (resiliència pública a les notícies falses), especialment en societats disfuncionals.
Un problema identificat per Susan A. Nolan, Ph.D., i Michael Kimball, escrivint per a Psychology Today, és que la nova desinformació, inclosa la desinformació intencionada, està sorgint constantment. La parella va citar investigacions que suggereixen que això es podria abordar inoculant la població contra la desinformació, en lloc d'haver de desmentir contínuament cada nova afirmació en un moment posterior, explicant que aquesta inoculació augmenta la resiliència pública i crea les condicions per a la "immunitat de ramat" psicològica. El terme general d'aquest procés és prebunking, definit com el procés de desmentir mentides, tàctiques o fonts abans que arribin. La investigació que van citar incloïa estudis sobre jocs en línia gratuïts demostrat que proporcionen eines per combatre les notícies falses, la qual cosa condueix a un escepticisme saludable quan es consumeixen notícies. A partir del 2023, Google va implementar nous anuncis de vídeo de prebunking, que s'ha demostrat que són efectius per contrarestar la desinformació durant els judicis a Europa de l'Est.
La majoria de la investigació actual es basa en la teoria de la inoculació, una teoria psicològica i de comunicació social que explica com una actitud o creença es pot protegir contra la persuasió o la influència de la mateixa manera que un cos es pot protegir contra la malaltia, per exemple, mitjançant l'exposició prèvia a versions afeblides d'una amenaça futura més forta. La teoria utilitza la inoculació com a analogia explicativa, aplicada a actituds (o creences) de la mateixa manera que una vacuna s'aplica a una malaltia infecciosa. Té un gran potencial per construir resiliència pública ('immunitat') contra la desinformació i les notícies falses, per exemple, per abordar la negació científica, els comportaments de risc per a la salut i el màrqueting emocionalment manipulador i els missatges polítics.
Per exemple, John Cook i els seus col·legues han demostrat que la teoria de la inoculació és prometedora per contrarestar la negació del canvi climàtic. Això implica un procés de dos passos. En primer lloc, s'enumeren i deconstrueixen els 50 mites més comuns sobre el canvi climàtic identificant els errors de raonament i les fal·làcies lògiques de cadascun. En segon lloc, el concepte d'argumentació paral·lela s'utilitza per explicar el defecte de l'argument trasplantant la mateixa lògica a una situació paral·lela, sovint extrema o absurda. Afegir un humor adequat pot ser especialment efectiu.

## Exemples en la història
Durant les dècades inicials de l'era comuna, els primers cristians van ser perseguits pel fet que circulaven rumors segons els quals executaven «pràctiques repugnants» com l’incest, l’infanticidi i el canibalisme. Segles després, aquestes mateixes acusacions pesarien sobre pagans, jueus i suposats heretges.
El Gran incendi de Roma, del qual encara existeixen dubtes sobre l'origen, va derivar el juliol del 64 a una de les més recordades persecucions de cristians. Segons la versió més difosa, entre el poble de Roma van córrer rumors que afirmaven que l'emperador Neró havia ordenat que es provoqués l’incendi que va destruir bona part de la ciutat; amb l’objectiu de desviar les sospites que hi havia sobre ell, Neró va acusar els cristians.
Durant l'edat mitjana es van produir a Europa diversos episodis violents originats en les acusacions conegudes generalment com a libels de sang. El 1475 es va difondre a Trento l’acusació d’un suposat crim ritual practicat per jueus del qual va resultar víctima un nen de dos anys anomenat Simó. Diversos membres de la comunitat jueva foren condemnats a mort i el nen va ser canonitzat com a màrtir. El 1965, revisat el cas es va comprovar que els jueus condemnats eren innocents i es va suprimir el culte al nen. A pesar de la revisió del cas, alguns antisemites o de postures radicals encara sostenen en l’actualitat que Simón de Trento va ser efectivament un nen martiritzat pels jueus.
Després del descobriment d'Amèrica es van difondre a Europa relats sobre llocs d’immensa riquesa, com els que van donar forma a la llegenda del País de Xauxa, la Ciutat dels Césares o El Dorado. Aquests relats, a vegades en forma de romanç, es difonien de forma oral en les fires i els mercats, amb l’objectiu d'impulsar els homes a unir-se a les tripulacions que viatjaven a Amèrica. Ja avançada l'etapa de colonització, es van produir informes i escrits que descrivien als habitants originaris com éssers sense ningun tipus de valor, depositaris de tots els vicis, per aquesta raó quedaven justificades totes les accions dels conquistadors contra ells.
Cap al S. XVII, a Francça era freqüent la distribució de pamflets impresos en fulls petits amb l’objectiu de difondre falsedats. Els més coneguts van ser els libels dirigits a atacar al cardenal Mazarino i les seves polítiques.
Un cas de notícies falses va ser el Gran Engany de la Lluna de 1835. El New York Sun va publicar articles sobre un astrònom de la vida real i un col·lega invitat que, segons l'engany, havia observat una estranya vida a la Lluna. Els articles de ficció van atraure amb èxit els nous subscriptors i el diari va patir molt poca reacció després d’admetre el mes següent que la sèrie havia sigut un engany. Aquestes històries estaven destinades a entretenir lectors i no a enganyar-los.
La premsa groga va adquirir el seu punt màxim en la dècada de 1890, caracteritzat pel periodisme sensacionalista que va sorgir en la guerra de circulació entre el New York World de Joseph Pulitzer i el New York Journal de William Randolph Hearst.
Pulitzer i altres editorials de periodisme groc, mitjançant notícies falses, van incitar els Estats Units a la guerra hispanoamericana, que es va precipitar quan l'USS Maine va explotar al port de l'Havana, Cuba
Ja al segle XX la propaganda nazi va incorporar les tècniques de comunicació de masses més avançades dels seus temps, com la ràdio, per a distribuir els missatges atraient àmplies capes socials. Mitjans de premsa escrita com Der Strümer i Der Angriff afirmaven que els enemics polítics del règim, especialment els jueus, eren responsables del malestar i les dificultats que enfrontava la societat alemanya en el període d’entreguerres, aconseguint així el consens, l’aprovació i la col·laboració de milers de persones.
El 2001 el Departament de Defensa dels Estats Units va crear en secret una Oficina de Influència Estratègica (OIE), amb la missió de difondre informació falsa que servís a la causa dels Estats Units en la guerra d'Afganistan. Es va permetre que la OIE deliberadament difongués informació falsa, dirigida en particular als mitjans de comunicació estrangers. Oficialment, el OIE es va dissoldre després que els periodistes revelessin la seva existència.